# Raniero I de Gagnes
Raniero I de Mónaco (1267 - 1314) fue el primer soberano Grimaldi del área conocida ahora como Mónaco. El también tuvo el título de Señor de Cagnes. Cagnes, siendo el lugar donde en 1309 se estableció en un baluarte, hoy conocido como Castillo Grimaldi. También fue Barón de San Demetrio (Reino de Nápoles).

## Biografía
Fue el mayor de los tres hijos de Lanfranco Grimaldi, vicario francés de Provenza, con su mujer, Aurelia del Carretto (quien volvió a casarse con el sobrino de su anterior marido, Francisco Grimaldi), Raniero se unió con su padrastro y un grupo de hombres para tomar el  castillo en la Roca de Mónaco; dicho evento está presente en el escudo de armas monegasco, donde aparecen dos monjes disfrazados con espadas (porque Francisco se vistió de monje y abrió las puertas del castillo de Mónaco). Raniero retuvo la ciudadela de Mónaco durante cuatro años antes de salir el 10 de abril de 1301. En 1304 él fue designado almirante de Francia, habiendo luchado con su flota contra la de Flandes por la liberación de Holanda de la invasión flamenca.

### Matrimonio e hijos
Se casó dos veces. Primeramente con Salvatica, hija de Giacomo del Carretto, Marqués de Finale y de Caterina da Marano. Tuvieron cuatro hijos:
- Carlos I, su sucesor.
- Vinciguerra; casado con Costanza Ruffa.
- Salvaggia; casada con Gabriele Vento.
- Luca, Señor de Villefranche; casado primeramente con Tedise, hija de Daniel Cybo, y posteriormente con Caterina Caracciolo.

Posteriormente, Raniero I se casó con Andriola Grillo. Este matrimonio no tuvo hijos.